# Acantharia elegans
Acantharia elegans är en svampart som först beskrevs av Syd. & P. Syd., och fick sitt nu gällande namn av Arx 1954. Acantharia elegans ingår i släktet Acantharia och familjen Venturiaceae.   Inga underarter finns listade i Catalogue of Life.